# .tel
.tel es un dominio de internet de nivel superior aprobado por la ICANN como un dominio patrocinado. Estará restringido a servicios de "comunicación por Internet" y provee un suplemento al espacio numérico tradicional para los servicios de telecomunicaciones. Está patrocinado por Telname Limited. En mayo de 2006 fue aprobado y agregado al DNS global y se lanzó el 3 de diciembre de 2008.
Ya que muchos de los servicios que podrían usar el dominio .tel estarían relacionados con teléfonos móviles, hay cierta superposición entre el mercado al que apunta este dominio y al que apunta .mobi, aprobado por la ICANN en la misma ronda.